# تشارلز ويليس وارد
تشارلز ويليس وارد (بالإنجليزية: Charles Willis Ward)‏ هو محافظ على الطبيعة وشخصية أعمال أمريكي، ولد في 1856، وتوفي في 1920.